# سفتیوفور
سفتیوفور(به انگلیسی: Ceftiofur) یک آنتی بیوتیک از نوع سفالوسپورینی نسل سوم است که دارای مجوز برای استفاده در دامپزشکی است. این دارو اولین بار در سال ۱۹۸۷ توصیف شد.
این دارو در برابر آنزیم بتا-لاکتاماز مقاوم است و علیه باکتری‌های گرم مثبت و گرم منفی اثر گذار است. سویه های اشریشیا کلی نسبت به سفتیوفور مقاوم گزارش شده‌است.